# モセチノスタット
モセチノスタット（Mocetinostat、開発コードMGCD0103）はベンズアミド系ヒストン脱アセチル化酵素阻害薬であり、濾胞性リンパ腫、ホジキンリンパ腫、急性骨髄性白血病の治療薬として治験を実施中の化合物である。
再燃性濾胞性リンパ腫に対する臨床試験は心毒性の問題で一旦停止されたが、2009年に患者登録が再開された。
2010には、ホジキンリンパ腫に対する第II相臨床試験で肯定的な結果が得られたと発表された。
モセチノスタットは研究室でヒストン脱アセチル化酵素のHDACファミリーの蛋白質を阻害する際にも用いられる。

## 作用機序
主たる作用はヒストン脱アセチル化酵素1（HDAC1）の阻害であるが、HDAC2、HDAC3、HDAC11をも阻害する。